# キング・オブ・シーヴズ
『キング・オブ・シーヴズ』（King of Thieves）は2018年のイギリスの犯罪映画。監督はジェームズ・マーシュ、出演はマイケル・ケインとジム・ブロードベントなど。2015年にロンドン随一の宝飾店街ハットンガーデンで平均年齢が60歳を超す老人集団が起こした窃盗事件の実話を映画化した実録犯罪ドラマ。

## ストーリー
泥棒稼業から足を洗ってからというもの、「泥棒王」とまで呼ばれたブライアン・リーダーは犯罪と無縁の生活を送っていた。ところが、77歳になったある日、ブライアンは最愛の妻に先立たれてしまった。そんなブライアンの元に「ハットンガーデンにある宝石を盗み出さないか」との誘いがあった。ブライアンはその誘いに乗ることにし、ベテラン揃いの強盗チームに加わった。ブライアンたちは計画通りに宝石類を盗み出すことに成功したが、分け前を巡ってメンバー間に不信感が醸成されていく。

## キャスト
- ブライアン・リーダー: マイケル・ケイン
- テリー・パーキンス: ジム・ブロードベント
- ジョン・ケニー・コリンズ: トム・コートネイ
- バジル/マイケル・シード: チャーリー・コックス
- カール・ウッド: ポール・ホワイトハウス
- ビリー・リンカーン（ザ・フィッシュ）: マイケル・ガンボン
- ダニー・ジョーンズ: レイ・ウィンストン
- リン・リーダー: フランチェスカ・アニス

## 製作
2016年6月7日、ジェームズ・マーシュ監督が新作映画の製作に着手したと報じられた。2017年5月12日、本作の主要キャストが発表された。
2018年6月25日、ベンジャミン・ウォルフィッシュが本作で使用される楽曲を手がけるとの報道があった。9月7日、ジェイミー・カラムが歌う『The Man』がシングルカットされた。14日、ミラン・レコーズが本作のサウンドトラックを発売した。

## 公開・マーケティング
2018年8月2日、本作のオフィシャル・トレイラーが公開された。10月16日、サバン・フィルムズが本作の全米配給権を獲得したと報じられた。

## 評価
本作に対する批評家からの評価は平凡なものに留まっている。映画批評集積サイトのRotten Tomatoesには83件のレビューがあり、批評家支持率は34%、平均点は10点満点で4.87点となっている。サイト側による批評家の見解の要約は「超一流のキャストを集結させたにも拘らず、『キング・オブ・シーヴズ』はそのポテンシャルのほとんどを活かせなかった。上映開始早々に凡庸な作品だと分かってしまう。」となっている。また、Metacriticには16件のレビューがあり、加重平均値は47/100となっている。